# Leo Gutfreund
Leo Gutfreund (1920 Jemnice – 30. října 1941 Tobruk) byl český voják.

## Biografie
Leo Gutfreund byl, stejně jako jeho bratr Arnošt, jemnickým občanem židovské národnosti. Spolu s bratrem utekl před rasovou perzekucí. Dne 2. září odešli do Palestiny a byli od 25. listopadu 1940 do 26. srpna internováni v britském uprchlickém táboře v Atlitu spolu s dalšími ilegálními uprchlíky. Dne 27. srpna 1941 pak Leo vstoupil do československé armády v Haifě a 15. září téhož roku započal vojenský výcvik. Odešel na bojiště u Tobruku a 20. října vstoupil do 1. roty. Zemřel dne 30. října 1941 po zásahu střepinou do hlavy.
Po skončení druhé světové války byl in memoriam povýšen na poručíka a obdržel Československý válečný kříž 1939. Zemřel jako první československý voják u Tobruku.